# Strange Days (album)
Strange Days je druhé album americké rockové skupiny The Doors, vydané koncem září 1967. Album bylo vyhlášeno jako zlaté a dosáhlo 3. místa v žebříčku časopisu Billboard, avšak jeho producent Paul Rothchild jej pokládal za komerční selhání, zvláště když bylo uměleckým triumfem.
"Strange Days" se částečně skládá ze skladeb, které nebyly realizovány na debutovém albu The Doors. Toto album navozuje hrůzu, bizarní pocity, které obsahuje většina psychedelických písní The Doors. Obsahuje takové písně jako "Strange Days", "People Are Strange", "Love Me Two Times" a "When the Music's Over". Poslední skladba je epický poem, který je srovnatelný se slavnou písní "The End".

## Seznam stop
Všechny skladby napsali Jim Morrison, Robby Krieger, Ray Manzarek a John Densmore.
| Pořadí | Název                            | Délka |
| ------ | -------------------------------- | ----- |
| 1.     | Strange Days                     | 3:11  |
| 2.     | You're Lost Little Girl          | 3:03  |
| 3.     | Love Me Two Times                | 3:18  |
| 4.     | Unhappy Girl                     | 2:02  |
| 5.     | Horse Latitudes                  | 1:37  |
| 6.     | Moonlight Drive                  | 3:05  |
| 7.     | People Are Strange               | 2:13  |
| 8.     | My Eyes Have Seen You            | 2:32  |
| 9.     | I Can't See Your Face in My Mind | 3:26  |
| 10.    | When the Music's Over            | 10:58 |

### 2006 CD re-issue bonus tracks
1. "People Are Strange" (False Starts & Dialogue)
2. "Love Me Two Times" (Take 3)

## Personnel
- Jim Morrison – zpěv
- Ray Manzarek – klávesy, marimba, baskytara
- Robby Krieger – kytary
- John Densmore – bicí
- Douglas Lubahn – baskytara na stopách 2,8